# Koenigsegg CCX
Koenigsegg CCX – hipersamochód, jeden z najszybszych na świecie, produkowany od 2006 do 2010 roku przez szwedzką firmę Koenigsegg. Powstał on na bazie modelu CCR z okazji dziesięciolecia powstania pierwszego modelu firmy Koenigsegg (stąd 'X' w nazwie, oznaczające rzymskie '10'). Celów powstania CCX było jednak więcej – szwedzka marka chciała wejść na rynek USA, poprzednie modele nie spełniały jednak norm bezpieczeństwa tam obowiązujących, w dodatku na bardzo chłonnym dla supersamochodów rynku Kalifornii CCR nie mógł się pojawić ze względu na niespełnianie norm emisji spalin. Z tego względu Koenigsegg poczynił znaczne zmiany w konstrukcji nadwozia, zarówno pod względem sztywności, jak i aerodynamiki. Zmianom uległy układy dolotowy i wydechowy powietrza, a także silnik, w którym Koenigsegg po raz pierwszy zastosował blok swojej konstrukcji, a nie sprowadzany z USA blok Forda. I choć nie zmieniła się moc silnika (806 KM), to zwiększyła się jego prędkość maksymalna (394 km/h) oraz przyśpieszenie 0-100 km/h (z 3,8 do 3,4 s.).
7 maja 2006 roku kierowca Top Gear – The Stig testował CCX na torze Top Gear. Spodziewano się bezsprzecznego rekordu, jednak czas uzyskany przez CCX okazał się gorszy od kilku, teoretycznie słabszych, modeli na liście (1.20.4 s). Przy drugiej próbie, z bardziej agresywnymi ustawieniami, na zakręcie kończącym długą prostą, CCX wypadł z toru. Jako przyczynę określano przede wszystkim aerodynamikę stworzoną pod prędkość samochodu, natomiast niespełniającą swej roli na torze. W 3 tygodnie później Koenigsegg przysłał model ze zmodernizowanym tylnym spoilerem. Czas 1.17.6 s. okazał się najlepszym (w chwili ukończenia wyścigu) na liście Top Gear. 

## Dane techniczne

### Silnik
- V8 4,7 l (~4700 cm³), 4 zawory na cylinder, DOHC, kompresor
- Układ zasilania: wtrysk
- Średnica cylindra × skok tłoka: b/d
- Stopień sprężania: 8,2:1
- Moc maksymalna: 806 KM (593 kW) przy 7200 obr./min
- Maksymalny moment obrotowy: 920 N•m przy 6100 obr./min

### Osiągi
- Przyspieszenie 0-100 km/h: 3,2 s
- Czas przejazdu pierwszych 400 m: 9,9 s

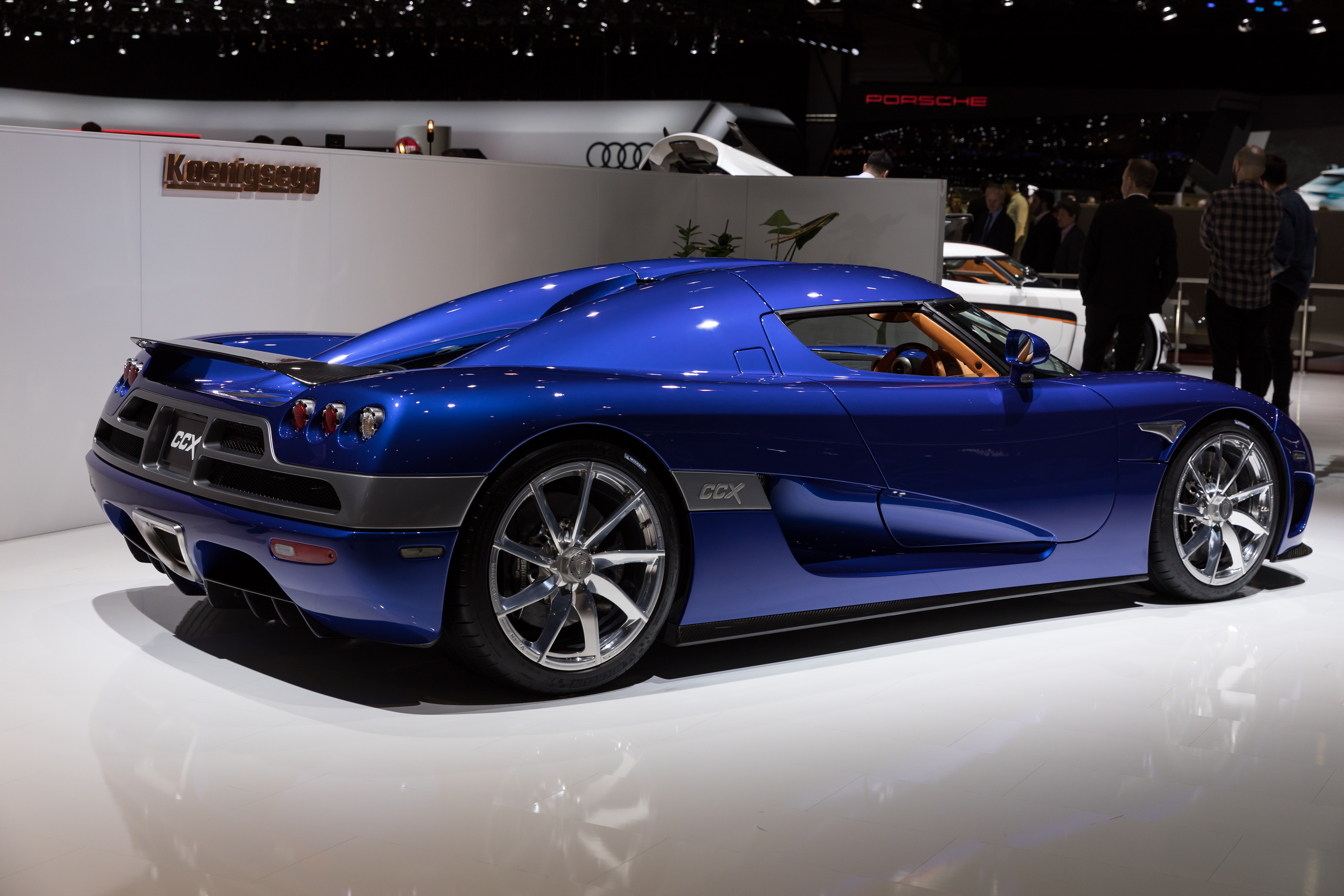
Koenigsegg CCX – tył

- Prędkość maksymalna: 400 km/h